# Euphoria Morning
Euphoria Morning es el primer disco como solista de Chris Cornell, el cual fue editado en 1999, en conjunto con el grupo musical Eleven, grupo creado por el músico Alain Johannes.
El disco fue realizado como tributo a Jeff Buckley, uno de sus amigos más íntimos y conocido cantautor que falleció trágicamente en la orilla del río Wolf, en Memphis (Tennessee) en 1997, accidente que conmovió a Cornell.
El disco muestra una faceta de soft rock entrelazado por baladas roqueras propias de la influencia de Jeff, razón por la cual le dedica el tema "Wave goodbye".
En el año 2015 Chris Cornell anunció en Twitter su estreno por primera vez en vinilo, esta vez con su título original: Euphoria Mourning

## Lista de canciones
Posee dos ediciones, de las cuales la primera edición trae la siguiente lista de canciones:
1. "Can't Change Me".
2. "Flutter Girl".
3. "Preaching The End Of The World".
4. "Follow My Way".
5. "When I'm Down".
6. "Mission".
7. "Wave Goodbye".
8. "Moonchild".
9. "Sweet Euphoria".
10. "Disappearing One".
11. "Pillow Of Your Bones".
12. "Steel Rain".

La segunda versión es la que salió en Japón y al Set-list que aparece en la primera, se le agrega el tema "Sunshower" y "Cant change me" en versión francés.
Este disco a nivel musical superó todas las expectativas creadas a su alrededor, razón por la cual Chris Cornell nunca abandonó la idea de hacer trabajos como solista.

## Personal
Adaptado desde las notas del disco Euphoria Morning.
Principal
- Chris Cornell - voces, guitarra (tracks 1-3 y 5-13), armónica (track 1)
- Alain Johannes - guitarra (tracks 1-6, 8, y 10-12), bajo (tracks 2-5, 10, y 11), coros (tracks 1 y 13), theremin (track 4), mandolina (tracks 4 y 13), clarinete (track 10), tabla (track 12)
- Natasha Shneider - teclados (tracks 1-4, 6-8, y 10-13), bajo (tracks 6 y 13), coros (tracks 4-7, y 13), pandero (tracks 1-4, 11, y 12), piano (track 5), órgano (track 5), timbal (track 11)
- Ric Markmann - bajo (tracks 1, 7, 8, y 12)
- Josh Freese - batería (tracks 1-4, 6, 8, y 11)

Músicos adicionales
- Jason Falkner - bajo (track 5)
- Greg Upchurch - batería (track 5)
- Victor Indrizzo - batería (track 7)
- Matt Cameron - batería (track 10)
- Bill Rieflin - batería (track 12)
- Misha Shneider - bayán (track 14)

Personal técnico
- Chris Cornell, Alain Johannes, Natasha Shneider - producción y mezcla
- Dave Collins - masterización